# Babrak Karmal
Babrak Karmal (Cabul, 6 de janeiro de 1929 – Moscou, 3 de dezembro de 1996) foi o presidente do Afeganistão de 1979 a 1986 durante o período da República Democrática do Afeganistão. Ele é o mais conhecido membro fundador do Partido Democrático do Povo do Afeganistão.

## Biografia
Nasceu em uma família afegã rica, filho do Major-general Mohammed Hussain, que era um amigo da família real, especialmente do General Mohammed Daoud.
Existem controvérsias sobre sua etnia, mas a maioria sustenta que ele seja um tajique ou um qizilbache.
Concluiu o ensino médio em Nejat, e ingressou na Faculdade de Direito e Ciências Políticas em 1951. No ano seguinte, ele foi preso por participar de manifestações de apoio a Abdul Rahman Mahmudi. Na prisão Karmal fez amizade com Mier Akbar Khybar e com Mier Mohammad Siddiq Farhang, que era um militante socialista pró-Moscou. Em 1955, foi libertado e retomou seus estudos na Universidade de Cabul, onde exerceu uma militância socialista.
Após a formatura, ingressou no Ministério do Planejamento, e continuou a manter estreita relação com Mier Mohammad Siddiq Farhang e Ali Mohammad Zahma, professor na Universidade de Cabul. Na década de 1960 Karmal e Farhang tiveram papel de destaque para recrutar jovens para aderir à causa do socialismo.
Foi um dos fundadores do Partido Democrático do Povo do Afeganistão (PDPA) e foi parlamentar entre 1965 e 1973, na Assembleia Nacional. 
Em 1967 ocorreu uma cisão do PDPA, de um lado passou a existir a facção mais extremista, denominada Khalq, liderada por Nur Mohammad Taraki e Hafizullah Amin, e do outro a facção mais moderada, denominada Parcham, liderada por Karmal.
Em 1977 houve uma reunificação do partido, e em abril de 1978, o PDPA tomou o controle do país durante a Revolução de Saur e Karmal assumiu o posto de vice-primeiro-ministro, mas, posteriormente, a facção Khalq afastou os integrantes da Parcham do comando do país, e Karmal foi "exilado", como embaixador para Praga. O PDPA tentou modernizar o país, de acordo com uma agenda socialista, mas houve grande resistência.
Em dezembro de 1979, os soviéticos intervieram no Afeganistão e colocaram Karmal como Presidente da República Democrática do Afeganistão.
Na década de 1980, Karmal foi responsabilizado, pelos soviéticos, por diversos insucessos na luta com os mujahedin. Em 4 de maio de 1986 ele foi substituído como líder do PDPA por Mohammad Najibullah, e seis meses depois, ele foi exonerado da Presidência da República e mudou-se para Moscou.
Posteriormente voltou ao Afeganistão, onde viveu por vários anos sob a proteção do General Abdul Rashid Dostum. Posteriormente, acometido por grave doença hepática, causada pelo excesso do consumo de bebidas alcoólicas, retornou a Moscou, onde morreu em 6 de dezembro de 1996.
Tendo sido restaurado ao poder com o apoio da União Soviética, foi incapaz de consolidar seu poder e renunciou por causa da falta de apoio interno e externo para a sua gestão e foi sucedido por Haji Mohammad Chamkani em 1986.